# Mulben
Mulben je skotská vesnice, přináležející do správní oblasti Moray (historické hrabství Banff) v oblasti Strathspey též zvané Speyside, asi 3 km západně od města Keith na silnici A95.

## Výroba whisky
Mulben je známý v souvislosti s výrobou whisky. Ve vsi se nacházejí dvě palírny. Palírna Glentauchers byla založena v roce 1897 na Taucherově farmě. v roce 1974 byla v Mulbenu vybudována další palírna Auchroisk.

## Železnice
V roce 1854 byl zahájen provoz na železniční trati z Keithu do Elginu, která vedla přes Mulben. Právě blízkost železnice byla jedním z rozhodujících důvodů pro výstavbu palírny Glentauchers na konci 19. století, přičemž tento podnik měl vlastní železniční vlečku. Železniční zastávka Mulben byla zrušena v roce 1964, její budova slouží jako soukromý obytný dům.

## Fotogalerie

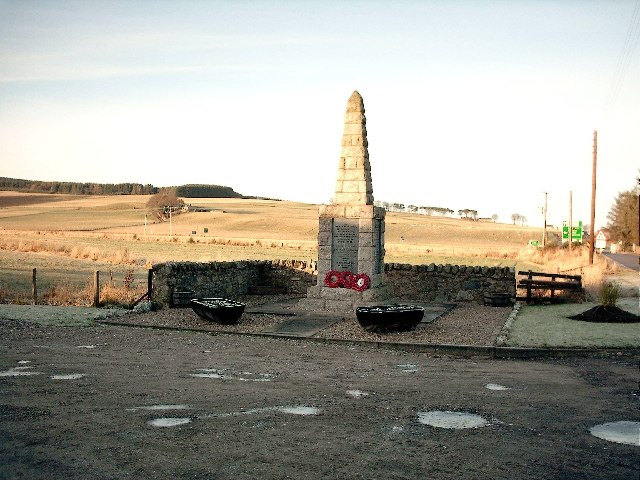
Válečný pomník u cesty
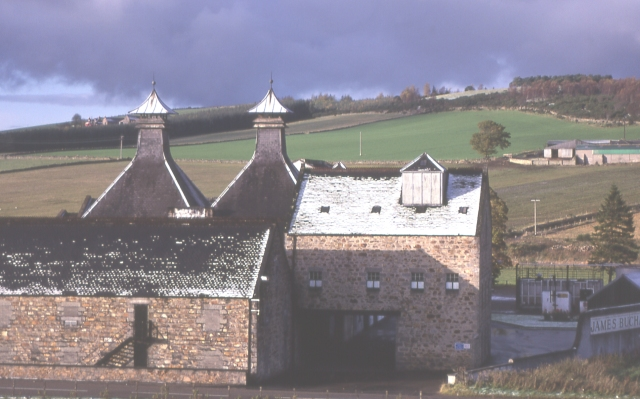
Palírna Glentauchers
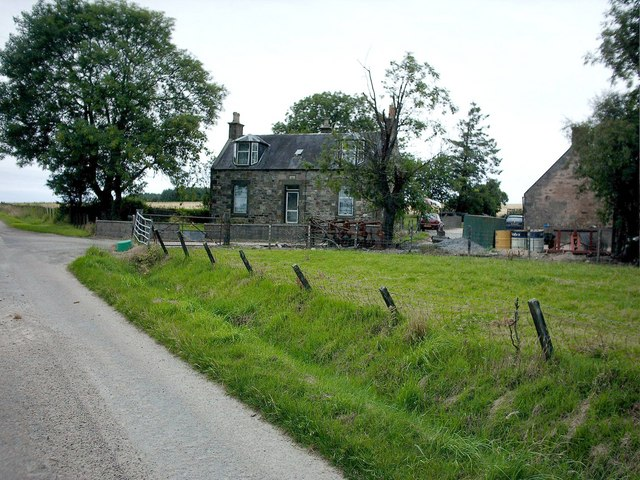
Upper Mulben
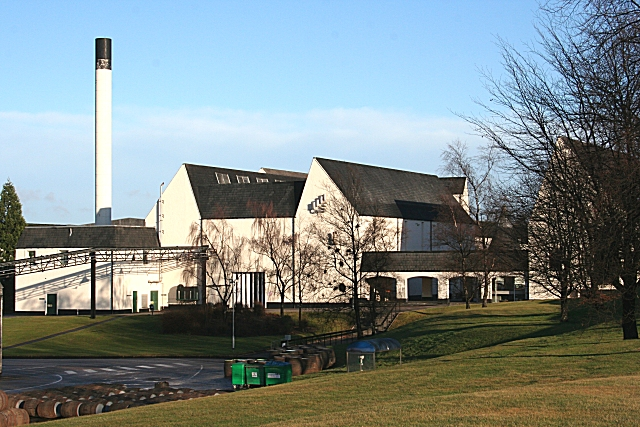
Palírna Auchroisk